# Tkalcovství (studijní obor)

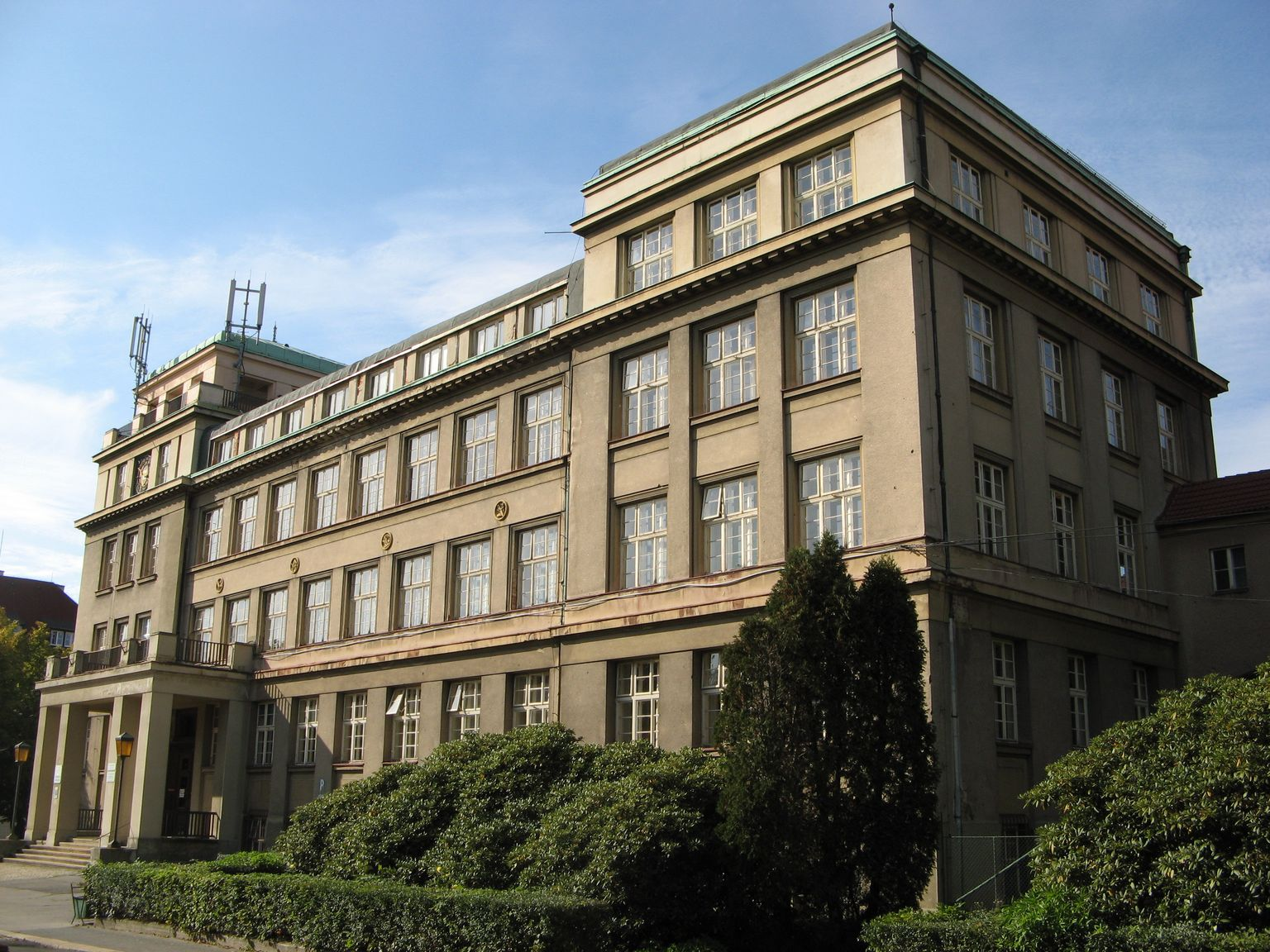
Textilní fakulta Technické univerzity v Liberci (2007)

Tkalcovství byl jedním ze studijních předmětů, který byl vyučován na středních, vyšších odborných, vysokých či učňovských školách textilního zaměření. 

## Historie
V každém středověkém městě existovaly cechy, které sdružovaly osoby zabývající se konkrétním řemeslem. Tyto cechy měly své stanovy a svá privilegia. Řemesla používala až do druhé poloviny 19. století stanovy, které kromě jiného, určovaly způsob získávání kvalifikace od učedníka, přes tovaryše až k mistrovi. 
Od počátku druhé poloviny 19. století nastal úpadek řemesel v důsledku průmyslové revoluce. Některá řemesla (jako soukenictví) zanikla úplně, jiná jako tkalcovství bavlny, lnu a hedvábí, přecházela postupně od cechovní výroby k faktorskému systému, který spojoval ruční tkalcovství s kapitalistickým systémem organizace výroby. Postupně se do výroby zaváděly stroje, které nahrazovaly ruční práci, počty výrobních strojů byly zvyšovány a tak vznikla velkovýrobní produkce tkanin. Výrobní dělníci získávali kvalifikaci většinou v továrně, kde pak pracovali a to tak, že se zaučovali na určitou profesi nebo skupinu profesí, ve kterých pak pracovali. Protože se však výroba tkanin neustále zdokonalovala, nastala potřeba kvalifikovaných pracovníků, kteří by zajišťovali výrobu po technické i technologické stránce. Vznikaly tak proto první odborné textilní školy, které vychovávaly odborníky pro rozvíjející se textilní průmysl. 
Jednotný řád koncepce ve všech tkalcovských školách Habsburské monarchie byl základem pro sjednocení teoretické a praktické přípravy pracovníků pro průmyslové zpracování bavlny a lnu. Obor byl nejdříve jednoletý, později rozšířený na dva roky. První odborné tkalcovské školy byly německé, protože byly zakládány průmyslníky německé národnosti v německy mluvících oblastech. V těchto školách byly vyučovány předměty související s přípravou materiálu ke tkaní, jejich další úprava všeobecné předměty.
Po první světové válce byla výuka v odborných tkalcovských školách Československa vedena výhradně v českém jazyce, po roce 1960 byl studijní obor koncipován jako čtyřletý s maturitou.

## Obsah studijního oboru

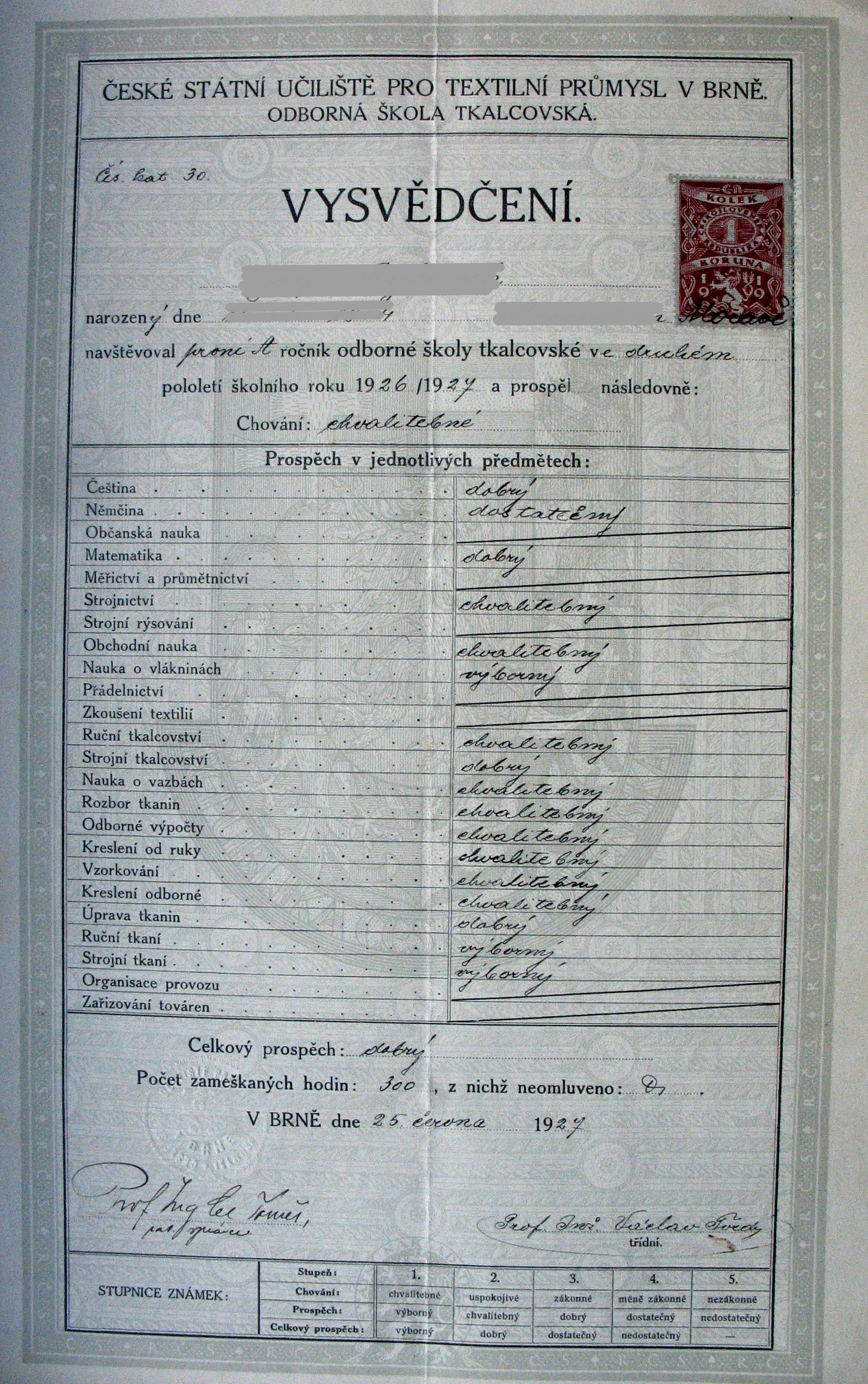
Vysvědčení z dvouleté Odborné školy tkalcovské v Brně (ročník 1926/27)

Náplní studijního oboru tkalcovství byly
- předměty odborné
  - Vazby a rozbory tkanin
  - Technologie tkalcovství
  - Zkoušení textilií
  - Zušlechťování textilií
  - Odborné kreslení
  - Strojírenství
  - Organizace a ekonomika textilní výroby
- předměty všeobecné
  - Český jazyk a literatura
  - Matematika